# إدوارد كاوبيرز

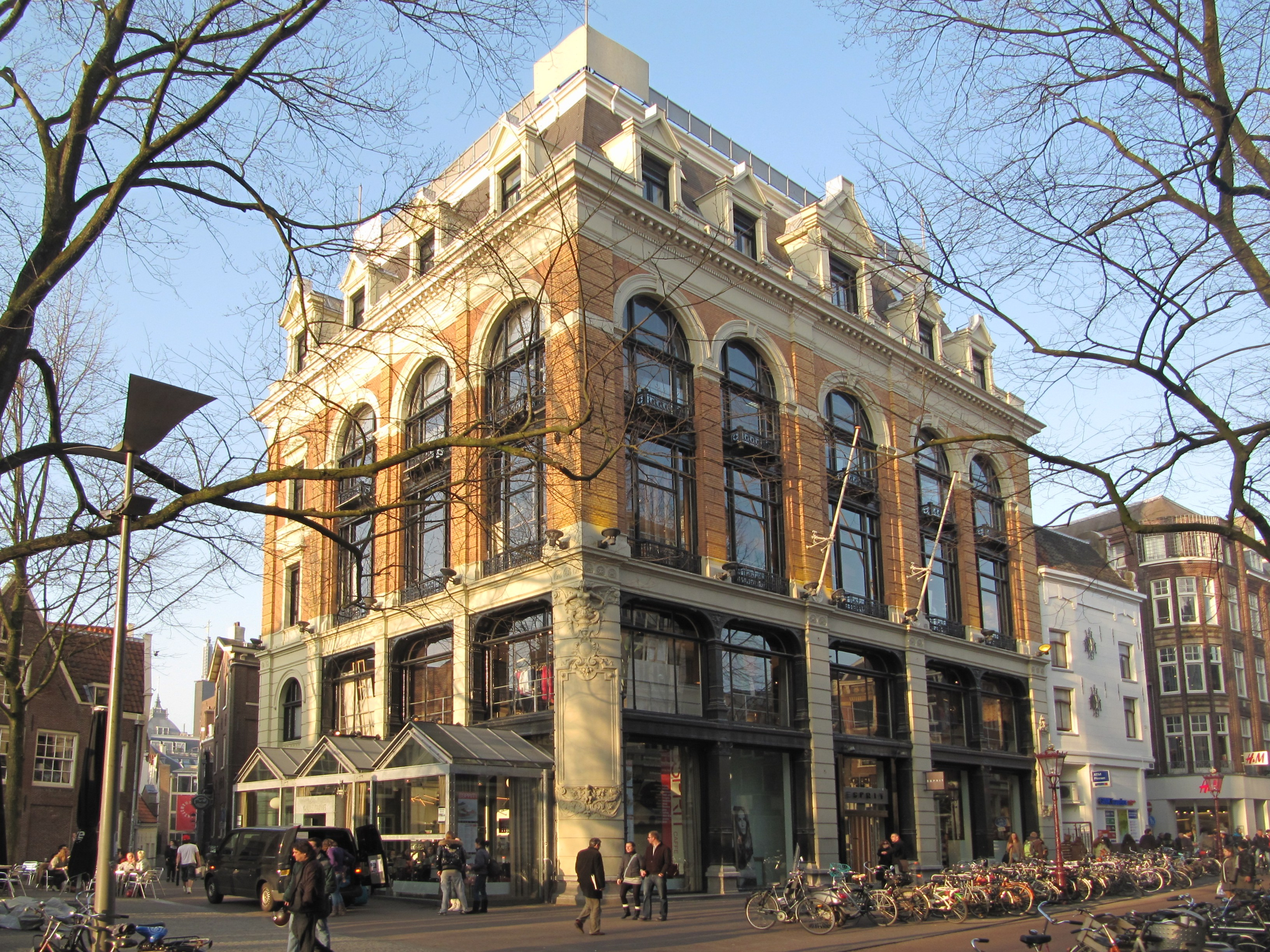
سباو 10 من تصميم إداورد كاوبيرز

إدوارد كاوبيرز (بالهولندية: Eduard Cuypers)‏ (18 أبريل، 1859 رورموند – ،1 يونيو 1927، لاهاي) كان مهندساً معمارياً هولندياً. عمل في أمستردام والهند الشرقية الهولندية.